# Сверхлюди (телесериал)
«Сверхлю́ди» (оригинальное название — «Не́люди», англ. Inhumans) — американский супергеройский телесериал о королевской семье расы Нелюдей, премьера которого состоялась 29 сентября 2017 года на телеканале ABC. В разработке сериала принимали участие Marvel Television и ABC при содействии IMAX Corporation. Производство шоу стартовало 3 марта и прошло на территории Чикаго, Лос-Анджелеса, Калифорнии и на Гавайских островах.
11 мая 2018 года сериал был закрыт после одного сезона.

## Сюжет
Сюжет сериала вращается вокруг королевской семьи сверхлюдей, известных как Нелюди, которым в последнее время грозит опасность. В Аттилане — их родном городе-государстве — устроен военный переворот, и чтобы сохранить себе жизни, им приходится бежать. Найдя пристанище на Гавайях, они поменяли свое отношение к Земле и ее населению. Теперь Нелюди готовы бороться не только за себя, но и за целую планету.

## Актёры и персонажи

### Основные персонажи
- Энсон Маунт — Блэкагар Болтагон / Чёрный Гром, король Нелюдей и муж Медузы, имеет разрушительный гиперзвуковой голос и по этой причине большую часть времени молчит, а общается он на языке жестов. Перенесён на Землю с помощью Локджо.
- Серинда Суон (дублирует Маргарита Сахно) — Медуза, королева Нелюдей и жена Чёрного Грома, её способность заключается в телекинетическом управлении цепкими и сильными волосами. Её волосы были отстрижены Максимусом, после чего Медуза перенеслась на Землю с помощью Локджо.
- Кен Люн (дублирует Олег Фёдоров) — Карнак, кузен Чёрного Грома. Священник и философ, у него есть способность чувствовать слабые места противника, и он хорошо владеет боевыми искусствами. Был перенесён на Землю, где его способность ослабла после травмы головы.
- Эме Иквуакор (дублирует Максим Сергеев) — Горгон, кузен Карнака и Чёрного Грома. Его ноги, напоминающие копыта, могут создавать интенсивные ударные волны, равные по силе землетрясению. Отправился на Землю в поисках Тритона. Погиб во время обвала в лаборатории, пытаясь спасти остальных от Мордиса. Воскрешён Карнаком и Оран с помощью повторного терригенезиса и ДНК Оран, что вызвало у него помешательство.
- Изабель Корниш (дублирует Ирина Обрезкова) — Кристалл, принцесса, сестра Медузы, может манипулировать пятью стихиями: землёй, воздухом, огнём, молнией и водой. Не успела перенестись на Землю вслед за остальной Королевской семьёй и оказалась пленницей Максимуса. Позже перенеслась на Землю с Локджо, где встретила Дэйва.
- Эллен Воглом (дублирует Оксана Андрейчук) — Луиза Фишер, работница частной аэрокосмической компании, умная, сильная и целеустремлённая — настолько сосредоточенная на своей цели, что зачастую отводит социальные стандарты на второй план. Её работа в частной аэрокосмической компании стала для неё смыслом жизни, а космос и Луна — её страстью. Стала подругой Медузы.
- Ива́н Рео́н (дублирует Артём Николаев) — Максимус, брат Чёрного Грома, желающий свергнуть его. Является простым человеком, из-за того что туман Терриген убрал у него эффект необычного генома. В финале оказался заперт Чёрным Громом в бункере на Луне и остался там после разрушения защитного купола Аттилана.

### Второстепенные персонажи

#### Нелюди
- Майк Мо (дублирует Вадим Прохоров) — Тритон, брат Карнака. Обладает рыбьей физиологией. В начале сериала подвергся нападению вооружённых людей, был ранен ими и упал в океан. Позже оказывается, что он жив и всё делал по сговору с Чёрным Громом. Он возвращается в Аттилан вместе с королевской семьёй, отключает энергию, после чего захватывает Максимуса и доставляет его Чёрному Грому.
- Соня Балморес (дублирует Ольга Вечерик) — Оран, профессиональная убийца, помощница Максимуса. Обладает способностью к регенерации. Начинает постепенно терять свои силы.
- Майкл Би (дублирует Алексей Штукин) — Агон, бывший Король Нелюдей и отец Черного Грома и Максимуса. Был случайно убит Чёрным громом во время проверки его изменений.
- Таня Кларк (дублирует Ольга Ефимова) — Ринда, бывшая Королева Нелюдей и мать Черного Грома и Максимуса. Была случайно убита Чёрным громом во время проверки его изменений.
- Эри Далберт — Бронаджа, нелюдь, брат Иридии. Прошел терригенез вместе с сестрой перед переворотом Максимуса. Получил способность видеть будущее человека при прикосновении к нему.
- Фэлеоло Элаейлима (дублирует Роман Никитин) — Самми, нелюдь, имеет способность плавить металл при прикосновении. Заключенный гавайской тюрьмы, которого нанимает доктор Делкан, чтобы помочь сбежать Черному Грому. Позже был взят в плен Мордисом и Флорой.
- Бриджер Задина (дублирует Алексей Штукин) — Мордис, нелюдь, обладает способностью выпускать мощные лучи энергии из глаз. Самый опасный нелюдь Аттилана после Черного Грома. Был отправлен Максимусом на поиски Черного Грома. Погиб во время обвала в лаборатории.
- Птолеми Слокам (дублирует Александр Васильев) — Тайбор, член Генетического совета Аттилана. Друг детства Максимуса, но после прохождения им терригенезиса отвернулся от него. Убит Максимусом.
- Аарон Хендри — Лойолис, нелюдь, муж Парипан и отец Иридии и Бронаджи. Относится к низшей касте нелюдей Аттилана, которая работает в шахтах города из-за его генетического наследия. Имеет когти на пальцах, а его предплечья покрыты чешуей. Был отправлен Максимусом на Землю с целью схватить Чёрного Грома.
- Сумирэ Мацубара (дублирует Наталья Быковская) — Локус, нелюдь. Издавая высокий крик, Локус способна определить местоположение человека, и других различных объектов в её окружающей среде. Была отправлена Максимусом на поиски Черного Грома. Обладает эхолокацией. Позже была захвачена Черным Громом и Медузой для того чтобы она нашла их семью. После того как нашла Карнака, была ранена одним из бандитов и погибла.
- Криста Альварес — Флора, нелюдь, имеет способность управлять растениями. Была отправлена Максимусом на поиски Черного Грома.
- Мэтт Перфетуо — Саакас, нелюдь, может испускать изо рта некий яд. Был отправлен Максимусом на поиски Черного Грома. Погиб во время взрыва.
- Джейсон Куинн — Пулсус, нелюдь, может выпускать электрические заряды из рук. Был отправлен Максимусом на поиски Черного Грома. Был убит одним из сёрферов.
- Мозес Гудс — Элдрак, нелюдь, каким-то образом слившийся со стеной, способен открывать в ней портал, чтобы транспортировать других нелюдей, куда они захотят. Сам он не любит свои способности, так как испытывает сильную боль при их использовании. Погиб после разрушения защитного купола Аттилана.
- Марко Родригес (дублирует Андрей Пирог) — Китанг, сверхчеловек и руководитель Генетического совета Аттилана. Верный Королю Черному Грому, он отказался участвовать в перевороте Максимуса против своего брата и впоследствии был убит Оран.
- Андра Нечита — Иридия, нелюдь, сестра Бронаджи. Прошла Терригенез вместе с Бронаджей перед переворотом Максимуса. Получила способность летать при помощи крыльев на спине.
- Стефани Энн Льюис — Парипан, нелюдь, жена Лойолиса и мать Иридии и Бронаджи. Относится к низшей касте нелюдей.
- Стив Трзаска — Доудон, нелюдь, его глаза — это два больших проектора, с помощью которых он может показывать события другим. Благодаря им, Дуодон показал ранение Тритона на Земле всем остальным членам его семьи.
- Никола Пельтц (дублирует Елизавета Захарьева) — Джейн, новая земная нелюдь, убитая наёмниками Максимуса.

#### Люди
- Генри Иан Кьюсик (дублирует Давид Бродский) — Эван Деклан, генетик, который тестировал нелюдей на Земле. Работает на Максимуса на Земле, не зная правды о его происхождении. Был убит Горгоном.
- Чед Бьюкенен (дублирует Андрей Кузнецов) — Дэйв, парень наткнувшийся на Кристалл на Земле. Влюблён в Кристалл.
- Тай Квиамбоа (дублирует Андрей Кузнецов) — Холо, лидер серферов, нашедших Горгона.
- Джейми Грей Хайдер (дублирует Любовь Виролайнен) — Джен, одна из наркоторговцев, выращивающих марихуану, на которую наткнулся Карнак. С ним у неё завязываются отношения.
- Майкл Троттер (дублирует Андрей Кузнецов) — Рино, один из наркоторговцев, выращивающих марихуану, на которых наткнулся Карнак. Заключил сделку с бандитами в тайне от напарников. Убил Теда и пытался убить Карнака и Джен. В итоге сам был убит бандитами.
- Том Райт (дублирует Алексей Макрецкий) — Джордж Ашланд, начальник Луизы в частной аэрокосмической компании.
- Лив Хьюсон (дублирует Виктория Слуцкая) — Одри, ветеринар, бывшая девушка Дэйва.
- Кала Арельяно — Макани, один из серферов, нашедших Горгона.
- Альберт Уэлигитон — Пабло, один из серферов, нашедших Горгона.
- Джефф Джуэтт — Тед, один из наркоторговцев, выращивающих марихуану, на которого наткнулся Карнак. Убит Рино.
- Карлос Арельяно — Пенья, капитан гавайской полиции.
- Джон-Патрик Дрисколл — Ривера, тюремный охранник.

## Разработка
18 августа 2014 года Marvel Studios заявила о запуске работы над фильмом, который должен был выйти в 2018 году. Фильм неоднократно переносили, а потом и вовсе отложили на неопределённый срок. 15 ноября 2016 года IMAX Corporation, Marvel Television и ABC объявили о создании сериала, повествующем о Чёрном громе и королевской семье Нелюдей. Сериал дебютировал в сети коммерческих кинотеатров IMAX, что само по себе являлось абсолютной новизной для сериала в подобном формате, первый сезон состоял из восьми эпизодов. Первые две серии телесериала были сняты полностью в формате IMAX, и их показ прошёл в кинотеатрах по всему миру в течение двух недель, начиная с 4 сентября 2017 года. После этого еженедельно были показаны остальные шесть эпизодов.
Раса Нелюдей является частью киновселенной Marvel благодаря шоу «Агенты Щ.И.Т.», но новый сериал не стал их спин-оффом и не переплетался тесно с событиями КВМ, а вёл свою историю параллельно ото всех.

## Реакция критиков
Средний рейтинг сериала на агрегаторе рецензий Rotten Tomatoes на основании 41 обзора составил 3,43 из 10 баллов, положительные отзывы составили 10 %. На Metacritic рейтинг равняется 27 из 100, он основан на 20 «в основном отрицательных» обзорах.